# Knooppunt Holendrecht
Het Knooppunt Holendrecht is een Nederlands verkeersknooppunt voor de aansluiting van de autosnelwegen A2 en A9, tussen Amsterdam-Zuidoost en Ouderkerk aan de Amstel.
Het knooppunt bestaat uit twee delen. Holendrecht Zuid (bij Ouderkerk) is in 1974 geopend en is van het type trompetknooppunt. Holendrecht Noord (bij Amsterdam-Zuidoost) is in 1982 geopend en is een half turbineknooppunt. De naam is afkomstig van het riviertje de Holendrecht. Ter verbetering van de bereikbaarheid van het AMC is rond 2000 een aansluiting op de S111 gecreëerd. Aanvankelijk was men van plan om knooppunt Holendrecht te verbinden met knooppunt Muiderberg door middel van een tunnel langs het Naardermeer. Hierdoor zou een betere aansluiting van de A9 op de A6 ontstaan. De overheid heeft na uitgebreide planstudies uiteindelijk gekozen voor het capaciteitsuitbreiding van het bestaande wegennet, de A9, de A1 en de A6. Een verbinding tussen de knooppunten Holendrecht en Muiderberg is hiermee van de baan.

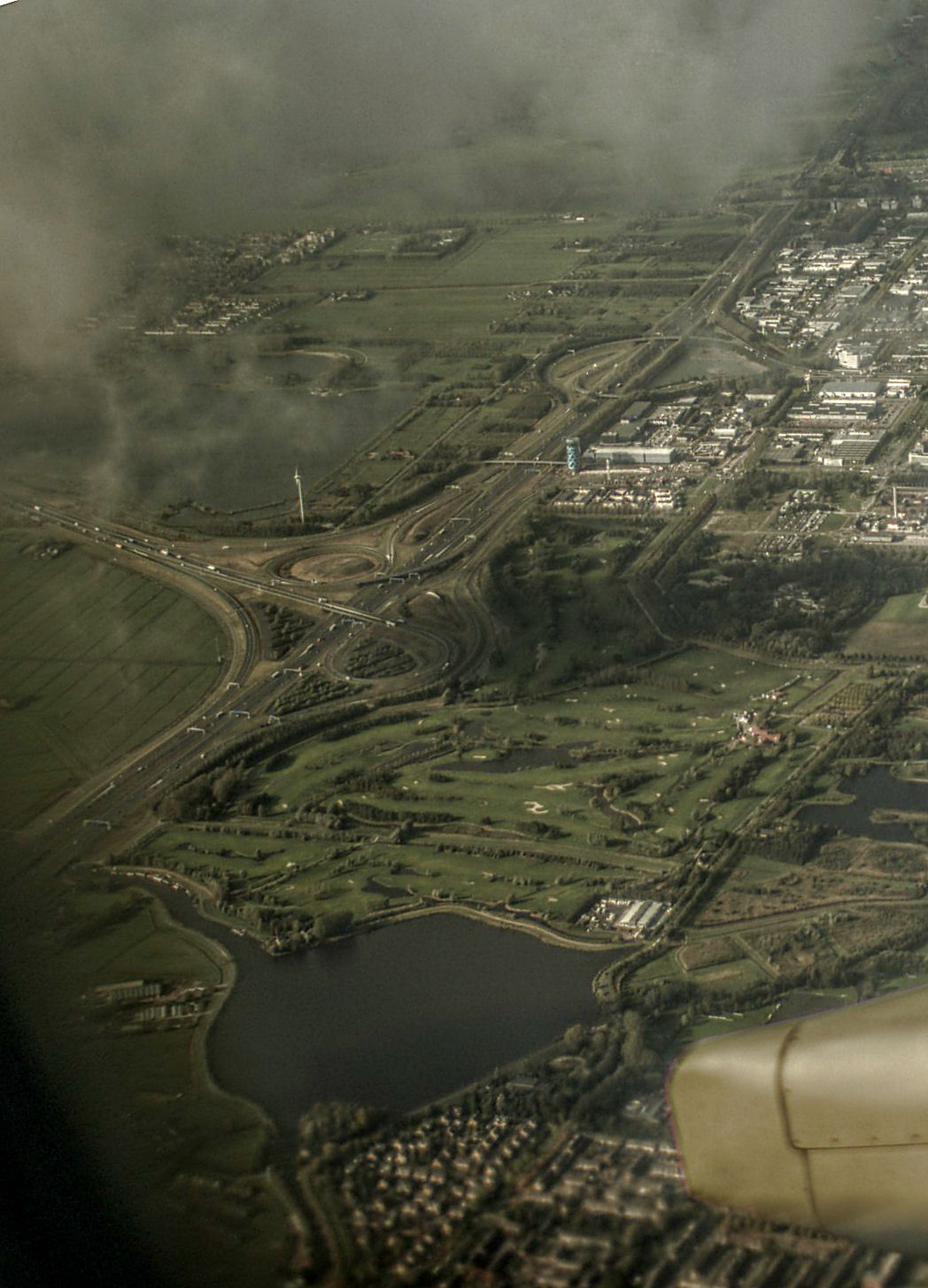
Het knooppunt gezien naar het noordwesten, oktober 2012

## Richtingen knooppunt
| Aansluitende wegen                                   | Aansluitende wegen                               | Aansluitende wegen                        | Aansluitende wegen | Aansluitende wegen                                          |
| ---------------------------------------------------- | ------------------------------------------------ | ----------------------------------------- | ------------------ | ----------------------------------------------------------- |
|                                                      |                                                  | richting Amsterdam                        |                    | / Gaasperdammerweg richting Amsterdam-Zuidoost richting AMC |
|                                                      |                                                  |                                           |                    |                                                             |
| richting Amstelveen / Schiphol / Beverwijk / Alkmaar | richting Almere (niet gerealiseerde aansluiting) |                                           |                    |                                                             |
|                                                      |                                                  |                                           |                    |                                                             |
|                                                      |                                                  | richting Utrecht / Eindhoven / Maastricht |                    |                                                             |